# اودون گروف
اودون گروف (مجاری: Ödön Gróf; ۱۵ آوریل ۱۹۱۵ – ۱۶ ژانویهٔ ۱۹۹۷) شناگر اهل مجارستان بود.